# Tunnel van Mazée
De tunnel van Mazée is een spoortunnel in de Franse gemeente Vireux-Molhain. De tunnel heeft een lengte van 243 meter. De enkelsporige spoorlijn Vireux-Molhain - Vireux-Molhain grens ging door deze tunnel. In 1975 werden de sporen opgebroken.